# Alma (chanteuse finlandaise)
 (août 2017).
Si vous disposez d'ouvrages ou d'articles de référence ou si vous connaissez des sites web de qualité traitant du thème abordé ici, merci de compléter l'article en donnant les références utiles à sa vérifiabilité et en les liant à la section « Notes et références ».
Ne doit pas être confondu avec Alma (chanteuse française).
Pour les articles homonymes, voir Miettinen et Alma.
Alma-Sofia Miettinen (née le 17 janvier 1996), connue sous le nom d'Alma, est une auteure-compositrice de nationalité finlandaise.

## Carrière

### 2013: FinnishIdols
En 2013, à l'âge de 17 ans, Alma participe à une audition pour intégrer la 7e saison de l'émission Finnish Idols, Elle se produira sur scène pendant les émissions télévisées en direct et finira 5e au classement.
| Apparitions dans Finnish Idols et résultats | Apparitions dans Finnish Idols et résultats | Apparitions dans Finnish Idols et résultats | Apparitions dans Finnish Idols et résultats   |
| Épisodes                                    | Thème                                       | Musique interprétée                         | Résultat                                      |
| ------------------------------------------- | ------------------------------------------- | ------------------------------------------- | --------------------------------------------- |
| Auditions                                   | N/A                                         | N/A                                         | Qualifiée pour participer aux shows en direct |
| 1. Finale                                   | N/A                                         | "Welcome to My Life" - Sunrise Avenue       | Qualifiée                                     |
| 3. Finale                                   | N/A                                         | "Price Tag" - Jessie J                      | Qualifiée                                     |
| 5. Finale                                   | N/A                                         | "Mixed Up" - Shellac                        | Qualifiée                                     |
| 7. Finale                                   | N/A                                         | "In the Shadows" - The Rasmus               | Éliminée                                      |

### 2015 - aujourd'hui: Dye My Hair et autres collaborations
En 2015, elle a participé au single Muuta ku mä de Sini Sabotage,. En mars 2016, Alma a signé avec Universal Music, puis en juin, son premier single   Karma est sorti, il a alors atteint la 5e position dans le top des titres musicaux Finlandais. Elle a aussi collaboré avec Felix Jaehn pour son titre Bonfire, notamment pour l'interprétation des paroles, le titre sortira en juillet 2016. En septembre 2016, Alma annonce qu'elle jouera à la 31e édition de l'Eurosonic se déroulant à Groningue aux Pays-Bas. Le 28 octobre 2016, son EP Dye My Hair voit le jour. Elle élabore par la suite son single Chasing Highs en mars 2017. Son titre atteint alors la 10e position dans le top des titres musicaux Finlandais. Après cela, elle collabore avec Sub Focus pour son titre "Don't You Feel It", le titre voit le jour en mai 2017. Pour l'interprètation des paroles, elle collabore aussi avec Martin Solveig pour son titre All Stars, qui sortira en juin 2017.
En 2019, elle participe à la bande originale du film Charlie's Angels, troisième volet de la franchise du même nom. Intitulée How It's Done, la chanson, qu'elle co-écrit avec la chanteuse Ariana Grande qui produit également l'album, et interprétée avec les artistes Kash Doll, Kim Petras et Stefflon Don.

## Vie privée
Dans un article paru en 2019 dans le magazine Gay Times, Alma confirme qu'elle est lesbienne et en couple. Sa fiancée finlandaise Natalia Kallio est une poétesse et une activiste des droits civiques.

## Discographie

### Extended plays (EP)
| Titre       | Détails                                                                            |
| ----------- | ---------------------------------------------------------------------------------- |
| Dye My Hair | • Sortie : 28 octobre 2016 • Label : PME Records, Polydor • Format : Dématérialisé |

### Singles
- 2016 : Karma
- 2016 : Dye My Hair
- 2017 : Chasing High
- 2017 : Phases

### Collaborations
- 2015 : Muuta ku mä (Sini Sabotage featuring Alma)
- 2016 : Bonfire (Felix Jaehn featuring Alma)
- 2016 : Don't You Feel It (Sub Focus featuring Alma)
- 2017 : All Stars (Martin Solveig featuring Alma)
- 2017 : Out of My Head (Charli XCX featuring Tove Lo et Alma)
- 2018 : bitches (Tove Lo featuring  Charli XCX, Alma, Icona Pop et Elliphant)
- 2019 : How It's Done - Kash Doll (en), Kim Petras et Stefflon Don (Pour Charlie's Angels)